# Helena Blavatsky
Pour les articles homonymes, voir HPB.
Yelena Petrovna Blavatskaïa, dite Helena Blavatsky (en russe : Елена Петровна Блаватская), née le 31 juillet 1831 (12 août dans le calendrier grégorien) à Ekaterinoslav (aujourd'hui Dnipro en Ukraine) et morte le 8 mai 1891 à Londres, est une occultiste, cofondatrice de la Société théosophique et théoricienne de la « théosophie » moderne (en grec : theos, divin et sophia, sagesse), doctrine religieuse ésotérique.

## Biographie

### Enfance
Helena Petrovna von Hahn naît le 31 juillet 1831 (12 août dans le calendrier grégorien) à Ekaterinoslav dans l'Empire russe (aujourd'hui Dnipro en Ukraine), près du fleuve Dniepr, au sud de la Russie, sous le tsar Nicolas Ier. Elle est la fille d'un colonel, le baron Peter von Hahn, officier germano-balte sujet de l'Empire russe, et d'une romancière, Iéléna Andreïevna Fadeïeva (en) (dite aussi Helena Andreïevna de Fadeïev ou Fadéef), sœur de l'écrivain Vera Jelikhovskaïa et cousine du futur premier ministre de l'Empire russe, le comte Serge Witte. La famille déménage à Romankovo, Odessa. Helena perd sa mère à 11 ans (juillet 1842) et va vivre chez son grand-père maternel, Andreï Mikhaïlovitch Fadeïev (ru), gouverneur civil de Saratov (1842-1847), qu'elle suit chez lui et puis à Astrakhan et Tiflis (Tbilissi en Géorgie). Chétive, elle se montre une enfant fantasque, somnambule, mais aussi décidée, intrépide, coléreuse. Elle lit, dès 1846, chez son grand-père, des ouvrages sur la franc-maçonnerie et les sciences occultes. Elle a une gouvernante anglaise, une autre française ; elle parle donc couramment russe, allemand, français et anglais.

### Mariage blanc
Sur un coup de tête ou pour obtenir son indépendance, en juillet 1848, elle se marie avec Nicéphore Vassiliévitch Blavatsky, vice-gouverneur de la province d'Erevan (Arménie, russe depuis 1828). Il a 40 ans, elle en a 17. Le mariage n'est pas consommé, en raison de son aversion pour les hommes.

### Première série de voyages (1848-1858)
Dès octobre 1848, aidée financièrement par son père, elle réalise une première série de voyages. Elle va rencontrer des sorciers, rebouteux, chamans de Mongolie et d'Inde, lamas du Caucase et du Tibet, yogis d'Inde et de Ceylan, spirites russes et égyptiens, médiums, sages et autres personnes spirituellement remarquables, qui vont profondément l'influencer.
Dans cette première série de voyages, elle va à Constantinople, puis en Égypte où elle s'instruit auprès d'un copte du nom de Paulos Metamon. Elle se rend ensuite à Londres, puis en Amérique du Nord, au Québec et aux États-Unis (avec l'explorateur Albert Rawson, en fin 1851), où elle rencontre des Amérindiens, des mormons, des vaudouistes (à la Nouvelle-Orléans). Par la suite, elle se rend au Mexique, au Honduras, aux Indes (1852), à Ceylan, à Singapour, à New York, à Calcutta, au Ladakh. Mais elle ne parvient pas à pénétrer au Tibet. Elle passe ensuite par Java, revient en Angleterre (1853), retourne aux États-Unis (été 1854), dans les Montagnes Rocheuses, en convoi d'immigrés. Via le Japon, elle regagne l'Inde. D'après ses dires, elle aurait réussi, fin 1855, par le Cachemire, à entrer au Tibet pour être initiée par son ou ses maîtres, les Mahātmā. Aucun document n'atteste toutefois sa présence au Tibet même. De plus, elle n'a pu y séjourner sept ans comme elle l'a prétendu, et sa connaissance du Tibet est peu conforme à ce qu'on sait du bouddhisme tibétain ou lamaïsme.
Elle entretient, dit-elle, des communications avec des maîtres de la Grande fraternité blanche, des Mahātmās plus ou moins invisibles. Le premier est le Mahātmā Morya, du Râjput (Inde occidentale), dont elle a rêvé et qu'elle dit rencontrer physiquement à Londres en août 1851,. Plus tard viendront d'autres maîtres dont le Mahātmā Koot Hoomi. L'identité réelle de ces maîtres n'a jamais pu être établie avec certitude et est encore à ce jour l'objet de controverses,.
En 1858, Helena Blavatsky passe par la France et l'Allemagne. En janvier 1859, elle revient à Pskov en Russie, chez sa sœur, la veuve Vera Yahontoff. Sous le nom de plume de V. de Jelihowsky, Helena décrit ses exploits paranormaux. Elle n'est pas médium, mais tient, dit-elle, ses pouvoirs de sa volonté, ou des Mahātmās lisant dans la « Lumière astrale », ou d'êtres invisibles, ou par contact avec des « courants de pensée » de personnes mortes ou vivantes. Entre 1863 et 1865, elle voyage dans le Caucase et surmonte diverses crises psychologiques ou mystiques, dont le dédoublement.

### Deuxième série de voyages (1865-1873)
Début 1865, Helena Blavatsky visite les Balkans, la Grèce, l'Égypte, la Syrie (chez les Druzes) et l'Italie où Giuseppe Mazzini l'initierait au carbonarisme. Elle prétend avoir combattu aux côtés de Giuseppe Garibaldi à la bataille de Mentana (1867), où elle aurait été blessée cinq fois. En 1868, la voici à Florence, puis en Serbie, enfin en Inde, et d'après elle pour la seconde fois, au Tibet. Elle rencontrerait alors le maître Koot Hoomi au Ladakh, de 1868 à 1870.
En avril 1870, elle souffre de la mort d'un enfant de cinq ans, Iouri, dont elle serait la tutrice : elle en perd la foi en la religion orthodoxe. Suivent des voyages à Chypre (fin 1870), en Grèce. Elle subit un naufrage le 4 juillet 1871, près de l'île de Spétzai. En Égypte, au Caire, elle fonde avec Emma Cutting (future Emma Coulomb) une éphémère Société spirite selon les principes d'Allan Kardec. Elle visite Jérusalem, retourne à Odessa (juillet 1872) puis à Paris.
Son cousin Serge Witte, qui l'a fréquentée pendant son séjour à Odessa, la décrit comme suit dans ses Mémoires :

« Dans ce temps, elle venait souvent voir ma mère et je visitai l'atelier de fleurs plusieurs fois, ce qui me permit de la connaître davantage. Je fus particulièrement frappé de la facilité extraordinaire avec laquelle elle assimilait les connaissances les plus variées. Ses aptitudes, sous ce rapport, touchaient à la limite de l'inconscience. Ayant appris la musique sans maître, elle était capable de donner des concerts de piano forte à Londres et à Paris, et quoiqu'elle ignorât entièrement la théorie musicale, elle conduisait un grand orchestre. Considérez également que, bien qu'elle n'eut jamais sérieusement étudié aucune langue étrangère, elle en parlait plusieurs avec facilité. Je fus frappé de sa maestria dans la prosodie. Elle pouvait écrire, sans le plus léger effort, des pages de vers harmonieux et elle pouvait composer, en prose, des essais sur toutes espèces de sujets. En outre, elle possédait le don d'hypnotiser à la fois son auditeur et elle-même, pour croire les plus étranges inventions de son caprice. Elle avait, sans aucun doute, un talent littéraire hors ligne. »

Helena Blavatsky se fixe à New York en juillet 1873, à 42 ans. En octobre 1874, elle rencontre le colonel Henry Steel Olcott, homme de loi, franc-maçon, un premier grand compagnon en théosophie : ils s'intéressent alors au spiritisme de Katie King dont elle rejette cependant les idées. Peu après, elle se fait un autre compagnon le clerc d'avocat irlandais William Quan Judge. Elle contracte à New York, en avril 1875, un second mariage avec un Géorgien, Michael C. Betanelly, alors qu'elle restait mariée avec le général Blavatsky. Ce mariage n'aura pas plus d'incidence sur sa sexualité que le premier ; le divorce est prononcé en mai 1878.

### La Société théosophique
Elle fonde le 17 novembre 1875, à New York la Theosophical Society (Société théosophique), avec Henry Steel Olcott comme président et William Quan Judge comme secrétaire.
Les trois buts de cette Société sont de :
1. Former un noyau de la Fraternité Universelle de l'Humanité, sans distinction de race, credo, sexe, caste ou couleur ;
2. Encourager l'étude comparée des Religions, des Philosophies et des Sciences ;
3. Étudier les lois inexpliquées de la Nature et les pouvoirs latents dans l'Homme.

### New York etIsis dévoilée
En septembre 1877, Helena Blavatsky fait paraître à New York en deux gros volumes, en anglais, Isis dévoilée (en). L'immense ouvrage est aussitôt épuisé. D'un côté, le New York Herald Tribune le tient pour « une des productions les plus remarquables du siècle » (en) (« One of the most remarkable productions of the century ») ; de l'autre côté, le linguiste et orientaliste Max Müller relève que l'ouvrage contient de nombreuses « bévues ».
Le 24 novembre 1877, John Yarker lui remet un « diplôme du plus haut grade du Rite d'adoption de Memphis Misraïm ». Elle affirmera plus tard n'avoir jamais appartenu à une obédience maçonnique « régulière ».
Helena Blavatsky obtient la citoyenneté américaine en juillet 1878[réf. nécessaire].

### Troisième série de voyages (1879-1885)
Une troisième série de voyages commence en 1879. Elle conduit Helena Blavatsky et Olcott en Inde. Arrivés à Bombay en février 1879, ils lancent en octobre la revue The Theosophist, où s'affirme l'idée d'une sagesse divine éternelle, la théosophie, et d'une fraternité de sages. Ils rencontrent Svāmī Dayānanda Sarasvatī, fondateur du mouvement Ārya-Samāj, favorable à une Inde traditionnelle.
Helena Blavatsky et le colonel Olcott travaillent, dès décembre 1879, avec Alfred Percy Sinnett, journaliste, spirite, enthousiasmé par la théorie des Maîtres qui enverraient de 1880 à 1885 des lettres à Sinnett et aux adeptes. HPB et Olcott font voile sur Ceylan, pays bouddhiste, de mai à juin 1880 ; ils prennent le pancha sila (la confirmation bouddhiste en cinq préceptes) et encouragent un renouveau bouddhiste (surtout dû à Sinnett).
En mai 1882, ils s'installent en Inde, à Adyar, près de Madras. Ce lieu devient le centre mondial de la Société théosophique et un foyer visant à promouvoir l'enseignement indien traditionnel, voire l'indépendance de l'Inde notamment par l'engagement d'Annie Besant. En 1881, Allan Octavian Hume systématise le septénaire, la théorie des corps subtils selon Helena Blavatsky : corps physique, corps vital, corps astral, corps de désir, manas inférieur, manas supérieur, esprit.
Le premier groupe français de la Société théosophique naît en 1883.

### Quelques doutes
En 1883, le médium Henry Kiddle (en) soutient qu'une des lettres des « Maîtres », publiées par le colonel Olcott, plagie l'un de ses articles de 1880. De plus, un couple d'anciens membres théosophistes à Âdyar, Alexis et Emma Coulomb, soutiennent que Helena Blavatsky a falsifié les lettres des maîtres et commis divers artifices pour faire croire en des événements merveilleux ; l'article paraît dans la revue Christian College Magazine, en septembre et octobre 1884. En 1894, Annie Besant accuse William Quan Judge d'être l'auteur des lettres des Mahātmās. La graphologie atteste que l'écriture n'est pas celle de Helena Blavatsky.
En décembre 1884, la Society for Psychical Research diligente en Inde une enquête sur les phénomènes paranormaux attribués à Helena Blavatsky. Son rapport, dirigé par Richard Hodgson (en), publié en décembre 1885, fait scandale : tous les exploits (apparition de lettres venues de maîtres vivant au Tibet, matérialisation d'objets, etc.) sont classés soit comme des tricheries ou ruses d'Helena Blavatsky, soit comme des hallucinations ou erreurs d'interprétation des témoins ; selon R. Hodgson, Helena Blavatsky doit rester « comme l'un des imposteurs les plus accomplis, ingénieux et intéressants de l'Histoire » (« one of the most accomplished ingenious and interesting impostors in history »). Elle serait aussi une espionne russe.
Le rapport Hodgson sera corrigé en 1997 dans un sens favorable à Blavatsky par un autre membre de la SPR, Vernon Harrison, qui constate que ce rapport n'est pas très objectif, qu'il « est défectueux et indigne de confiance » et « doit être lu avec beaucoup de prudence, voire ignoré ». Il a blâmé le comité de la SPR « pour avoir publié ce rapport complètement mauvais » sans en avoir fait une lecture critique vérifiée, et « le conseil de la Société théosophique pour ne pas avoir permis à son fondateur de se défendre équitablement,. » Quoi qu'il en soit, de nombreux témoins déclarent qu'Helena Blavatsky bénéficie de pouvoirs paranormaux, spontanés dans sa jeunesse, ensuite volontaires. Elle peut, selon ces témoins, lire la pensée des autres, augmenter ou diminuer le poids de meubles, matérialiser des objets, faire entendre des coups ou des sons musicaux (cloches, pianos jouant tout seuls), lire des livres rangés dans de lointaines bibliothèques ou encore recevoir des lettres « précipitées » mystérieusement par les Mahatmas.

### Derniers voyages
Helena Blavatsky se rend à Marseille en mars 1884, puis à Nice, à Paris, en Allemagne, à Elberfeld. En juin 1884, le peintre d'art Hermann Schmiechen fait un portrait des maîtres. Elle revient en Inde via Le Caire, où elle rencontre l'égyptologue Gaston Maspero.
Elle quitte définitivement l'Inde en mars 1885, pour l'Europe. Cette quatrième et dernière série de voyages (1885-1887) la conduit en Italie, en Suisse, en Allemagne (chez la comtesse Wachtmeister) et en Belgique.

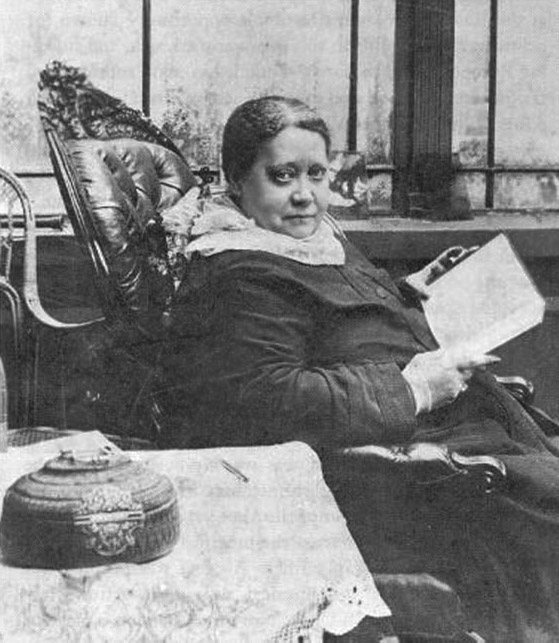
Helena Blavatsky en 1887.

### Londres
Helena Blavatsky est malade et quasi impotente, souffrant d'obésité (113 kg), de néphrite chronique et d'hydropisie. Elle se fixe à Londres en mai 1887. Elle fonde en mai la Blavatsky Lodge et en septembre la revue Lucifer. Elle rencontre William Butler Yeats, grand poète et futur président (en 1901) de l'Ordre hermétique de l'Aube dorée (Hermetic Golden Dawn). Elle institue en octobre 1888 la « Section ésotérique » de la Société théosophique, pour des chercheurs plus avancés.

### La Doctrine secrète
Elle termine son livre le plus connu, La Doctrine secrète, à Ostende, en Belgique. Son second monument littéraire (après Isis dévoilée) paraît en deux gros volumes en anglais, à Londres, en octobre et décembre 1888. Il repose sur un livre mystérieux, le Livre de Dzyan. David Reigle, un orientaliste membre de la Société théosophique, y voit des liens avec un texte du Bouddhisme Vajrayana, le Kalachakra Tantra, tandis que Nicholas Goodrick-Clarke a suggéré comme sources le Taoïsme et la kabbale. Selon William Emmette Coleman (en), les Stances de Dzyan sur lesquelles se base la Doctrine Secrète seraient une invention de Madame Blavatsky, à base de plagiat d'auteurs du XIXe siècle. Mais ces accusations, non prouvées par Coleman, ont été réfutées par d'autres auteurs, comme Gershom Scholem qui a écrit que les stances de Dzyan utilisées par Blavatsky « sont tributaires, à la fois par leur titre et leur contenu, des pages pompeuses de l'écrit zoharique [dans le Zohar, daté de 1280] appelé Siphra Di-Tzeniutha ».
Blavatsky écrit elle-même dans la préface de la Doctrine secrète : « Il est plus que probable que ce livre sera regardé par une grande partie du public comme un roman de l'espèce la plus fantastique car, qui a jamais entendu même parler du livre de Dzyan ? L'auteur est donc pleinement préparée à prendre toute la responsabilité de ce qui est contenu dans ce livre et être accusée d'avoir inventé le tout. »
D'autres livres sont écrits, pour faciliter l'entrée en théosophie : La Clef de la théosophie (juillet 1889), Glossaire de théosophie (édité en 1892).

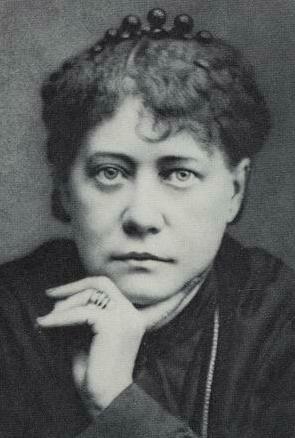
Portrait d'Helena Blavatsky en 1877 à New York.

À la suite de la parution de La Doctrine secrète, Helena Blavatsky, en mai 1889, gagne l'amitié et le soutien d'Annie Besant ; cette dernière sera une grande compagne en amitié et en recherches, comme les compagnons Olcott, Judge, Sinnett. En 1890, elle reçoit la visite de Gandhi qui forge grâce à elle sa « conscience nationale » d'Hindou et grâce aux théosophes, son accès à l'hindouisme traditionnel de la Bhagavad-Gîtâ.

### Mort
Helena Blavatsky meurt à Londres le 8 mai 1891 à l'âge de 59 ans, lors d'une grave épidémie de grippe. Elle est incinérée au crématorium de Woking, dans le Surrey.

## Critiques
En 1892, un érudit, William Emmette Coleman, s'est fait fort de montrer que la vaste érudition d'Helena Blavatsky ne s'appuierait que sur des livres occultistes de seconde main. Pour d'autres, son œuvre a fait connaître et a apporté à l'Occident l'essence des traditions spirituelles les plus anciennes. Selon Marie-José Delalande : « Elle tente d'élargir la conception de l'Orient par les occidentaux, revoit l'histoire du cosmos et de l'homme et propose l'idée d'une tradition primordiale qui présiderait à l'élaboration de toute religion. […] En à peine vingt-cinq ans, ces idées intéressent divers milieux en France, font l'objet d'analyses, de discussions ».
René Guénon, l'un des opposants les plus virulents du théosophisme, ainsi qu'il appelait la théosophie moderne pour la distinguer de l'homonyme de l'Antiquité, la considère comme « une erreur des plus dangereuses pour la mentalité contemporaine ».
Le romancier et historien Theodore Roszak a soutenu en 1975 que « Helena Petrovna Blavatsky [est] certainement l'un des esprits les plus originaux et les plus pénétrants de son temps » (« Helena Petrovna Blavatsky […] is surely among the most original and perceptive minds of her time »).
Plusieurs auteurs voient dans certains écrits de Blavatsky des idées pouvant être qualifiées d'antisémites, voire racistes et fascistes, lesquelles ont influencé le nazisme comme le souligne la CICAD(Coordination Intercommunautaire Contre l'Antisémitisme et la Diffamation). Pour d'autres, parmi lesquels des théosophes, c'est mal juger les intentions de Blavastky qui abhorrait la violence et voulait promouvoir une fraternité universelle,. Il peut s'agir aussi d'une mauvaise interprétation du concept de race-racine, qui n'est pas un concept raciste mais un concept ésotérique particulier ; parmi ces sept races-racines ou périodes qui s'étendent sur des millions d'années, la race aryenne est mentionnée, mais pas dans le sens qu'en feront les nazis. Il est néanmoins attesté que plusieurs d'entre eux ont été inspirés par les écrits de Blavastky qu'ils admiraient tels que Guido von List et Lanz von Liebenfels ou Rudolf von Sebottendorf qui est le fondateur de la Société Thulé, Karl Haushofer et Dietrich Eckart (à qui Hitler dédiera son Mein Kampf) qui déclarait avoir initié ce dernier au livre La Doctrine secrète.

### Œuvres
(par ordre chronologique)
- Isis dévoilée. Clef des Mystères de la Science et de la Théologie anciennes et modernes (Isis Unveiled, New York, 1877), 2 vol. Trad. française, Paris, Éditions Adyar, 766 et 688 p. En ligne 1665 p.
  - t. I : Science 
  - t. II : Science 
  - t. III : Religion 
  - t. IV : Religion

- La Doctrine secrète. Synthèse de la science, de la religion et de la philosophie (The Secret Doctrine, Londres, 1888), 2 vol. en 4 t. à Londres + un 3e vol. en 2 t. arrangé par Annie Besant en 1897 à Londres. Trad. française, Paris, Éditions Adyar :
  - t. I Cosmogenèse. Ire partie : Évolution cosmique - Stances de Dzyan, 400 p. 
  - t. II Cosmogenèse. IIe partie : Évolution du symbolisme. IIIe partie : Science occulte et science moderne, 470 p. 
  - t. III Anthropogenèse, 636 p.
  - t. IV Le symbolisme archaïque des religions du monde. Appendice, 455 p. 
  - t. V et VI (volume III arrangé par Annie Besant) : Miscellanées, 352 et 316 p.
  - Il existe un Abrégé de la « Doctrine secrète » de H. P. Blavatsky. Extraits conformes et suivis tirés des 4 premiers volumes de l'édition française, Paris, Adyar, 1923, 596 p., rééd. 1995, XIII-487 p.
- Au pays des montagnes bleues, traduit du russe par Marc Semenoff, Éditions du Monde Moderne, 1926, 256 p.
- Les rêves et l'éveil intérieur (1888 ss., en collaboration avec W. Q. Judge), trad., Textes théosophiques, 1987, 190 p.
- La Voix du silence (The Voice of the Silence, 1889). Extraits des « Préceptes d'or ». Trad., Paris, Adyar, 1991. Équinoxis, 2013.
- La Clef de la Théosophie (The Key to Theosophy, 1889). Exposition par questions et réponses. Trad., Paris, Adyar, 1991, 328 p.
- Cinq Messages aux Théosophes Américains (Five Messages to the American Theosophits, 1888-1891, 1re éd. 1922), trad., Paris, 1982.
- Dans les cavernes et les jungles de l'Hindoustan. 1883-1886 (From the Caves and Jungles of Hindostan. 1883-1886, 1re éd. 1892), trad.
- Glossaire de la Théosophie (The Theosophical Glossary, 1892), trad., Adyar, 1981, 456 p. Confus.
- Râja-yoga ou Occultisme (1931), trad., 1983.

### Éditions complètes en anglais
- Collected Writings (15 vol.). Vols. I (1874-78), II (1879-80), III (1881-82), IV (1882-83), V (1883), VI (1883-85), VII (1886-87), VIII (1887), IX (1888), X (1888-89).

### Sources
(par ordre chronologique)
- Eva de Jelihowsky (veuve Yahontoff, sœur de HPB), Souvenirs de ma vie et de ma famille (1881), trad. in A. P. Sinnett, La vie extraordinaire d'Helena P. Blavatsky (Incidents in the Life of Madame Blavatsky) (1886), Paris, Éditions Adyar, 1972, p. 55-127.
- comtesse Constance Wachmeister, Reminiscences of Madame Blavatsky and the 'Secret Doctrine' , Londres, 1893.
- colonel Henry Steel Olcott, La Vie extraordinaire d'H.P. Blavatsky (1886), trad., Editions Adyar, 1972, 252 p.
- colonel Henry Steel Olcott, Old Diary Leaves. 1874-1898, Âdyar, Theosophical Publishing House, 1895-1935. À la découverte de l'occulte, Adyar, 1994, 464 p.
- Boris de Zirkoff (petit neveu de HPB), « Helena Petrovna Blavatsky. A brief Sketch of her Life and Work », Theosophia, Los Angeles, été 1968, XV, p. 3-8.
- Boris de Zirkoff, Rebirth of the Occult Tradition. How 'The Secret Doctrine' of H. P. Blavatsky Was Written (1977), 2003.

### Études
(par ordre alphabétique)
- André Chaleil, Les grands initiés de notre temps, Éditions Belfond, 1978.
- (en) Sylvia Cranston, HPB. The Extraordinary Life and Influence of Helena Petrovna Blavatsky, Tarcher/Putnam, New York, 1993.
- René Guénon, Le Théosophisme, histoire d'une pseudo-religion, Éditions Traditionnelles.
- Max Heindel, Madame Blavatsky et la Doctrine secrète, trad., Aubenas, Éditions Association Rosicrucienne, 1977.
- William Quan Judge, Épitomé de Théosophie (An Epitome of Theosophy, 1888), trad., 1981.
- Jacques Lentier, La Théosophie ou l'invasion de la spiritualité orientale, Paris, Éditions Culture Arts Loisirs, 1970.
- N. Richard-Nafarre, Helena P. Blavatsky, ou la réponse du Sphinx, Éditeur : Richard-Nafarre, revue et augmentée (29 juin 1996)  (ISBN 2-9506261-0-6).
- Erik Sablé, La révélation des maîtres de sagesse, Édition Le Mercure dauphinois, 2004 (avec références à René Guénon).
- Fernand Scharwz (dir.) et al., Helena Petrovna Blavatsky, l'actualité de ses enseignements ésotériques, Nouvelle Acropole, 2017 (ISBN 978-2-9026-0559-0).
- (en) J. Symonds, Madame Blavatsky, Londres, Odhams, 1959.
- Jean-Michel Thibaux, Héléna Blavatsky - Les sept esprits de la révolte, édition 1, Paris, 1992  (ISBN 2-863-91500-2)
- Peter Washington, La Saga théosophique. De Blavatsky à Krishnamurti, trad., Éditions Exergue, 1999, 315 p  (ISBN 978-2911525278).